# Station Bunde (Ostfriesl)
Station Bunde (Ostfriesl) was een halte langs de spoorlijn (Groningen -) Nieuweschans - Ihrhove (- Leer), gelegen in Bunde in de Duitse deelstaat Nedersaksen. Het station werd geopend in 1876. Het stationsgebouw werd in 2011 verbouwd en er werden vier appartementen in gevestigd. 
Het station was van grote betekenis voor de transport van landbouwproducten uit de omgeving. In 2015 heeft de deelstaat Nedersaksen 30 (voormalige) stations aangewezen die in aanmerking komen voor heropening, waaronder station Bunde.
Heropening van het station stond gepland in december 2024, tegelijk met de heropening van de spoorlijn naar Leer, die sinds 2015 tussen Weener en Leer niet in gebruik is als gevolg van zware beschadiging van de Friesenbrücke nadat een vrachtschip er tegenaan was gevaren. De heropening is echter uitgesteld tot medio 2025, de exploitatie zal worden verzorgd door Arriva Personenvervoer Nederland.
0,0: Ihrhove ·
5,7: Hilkenborg ·
8,0: Weener ·
11,2: Möhlenwarf ·
13,2: Bunde (Ostfriesl) ·
18,3: Bad Nieuweschans